# 伊佐樹里
伊佐 樹里（いさ じゅり、1982年9月7日 - ）は、沖縄県出身の女子バスケットボール選手である。ポジションはガードフォワード。ニックネームは「ジュリ」。WリーグでJALラビッツ及びシャンソンVマジックに所属した。

## 来歴
沖縄県立北中城高校から拓殖大学を経て、2005年にJALラビッツに入団。
1年目より主力としてオールジャパン優勝、Wリーグ準優勝に貢献する。
2008年、シャンソンVマジックに移籍。
2010年引退。
高校の同期に男子バスケットボール選手城間修平がいる。

## 経歴
- 北中城高 - 拓殖大 - 日本航空（2005年〜2008年） - シャンソン化粧品（2008年〜2010年）

## DVD出演
- 『リズムアップ☆トレーニング』　ティアンドエイチ株式会社　2010年